# John Dahlbäck
John Dahlbäck (Stoccolma, 13 ottobre 1985) è un disc jockey e produttore discografico svedese.
Ha prodotto anche sotto gli alias Hug, Hugg & Pepp, Kaliber (con la collaborazione del cugino producer Jesper Dahlbäck) e, dal 2016, fa parte del trio Brohug assieme ai fratelli Christopher e Niklas Lunde.
Possiede inoltre una propria casa discografica, la Pickadoll Records. Inoltre è stato uno dei producer under 25 a produrre più ep in assoluto.

## Discografia

### Album
- 2005 Shades Of Shadow
- 2005 Man From The Fall
- 2006 At The Gun Show
- 2008 Winners & Fools

### Singles e EP
- 2005 I'm ep
- 2007 Sting
- 2007 If You Give
- 2007 Borderline
- 2007 Everywhere
- 2008 Hustle Up
- 2008 Blink
- 2008 More than I wanted
- 2008 World of Love
- 2008 Pyramid
- 2008 Can't Slow Down (Morphine)(feat. Francesco Diaz & Young Rebels & Terri B)
- 2008 Out there (feat. Basto!)
- 2009 Autumn
- 2010 Love Inside (feat. Andy P)
- 2010 Bingo (feat. Elodie)
- 2010 Turn Down The Lights (feat. Andy P)
- 2011 Atlas
- 2011 Work It Out
- 2011 Are You Nervous
- 2011 One Last Ride
- 2011 Overdose
- 2011 Grunge
- 2011 You're In My Heart (feat. Andy P)
- 2011 Phoenix
- 2012 Soldier
- 2012 Start Livin You
- 2012 Take This Thing Back
- 2012 Comet
- 2012 Zeus
- 2012 Panic
- 2012 Sing That
- 2012 Every Breath (with Greg Cerrone feat. Janice Robinson)
- 2012 Get Wild
- 2012 The Trip
- 2012 China Lake
- 2012 Jackal Mackson
- 2012 Emotions (feat. Georgi Kay)
- 2012 Don't Be Silent (vs Ron Carroll)
- 2013 Pressure
- 2013 Let Your Mind Go (vs. Michael Calfan) feat. Andy P.
- 2013 Don't Stop
- 2013 Nuke
- 2013 Cobra
- 2013 We Were Gods (feat. Urban Cone & Lucas Nord)
- 2013 Uh Oh
- 2013 Sirens
- 2014 Blink Again
- 2014 Indy 500 (feat. Lunde Bros)
- 2014 Fireflies
- 2014 Honors (feat. Rebecca&Fiona)
- 2015 Never Let You Go (feat. Dash Berlin & BullySongs)
- 2015 Vibe (vs. Albin Myeser & ILY)
- 2015 Shooting Star (feat. Olivera)
- 2015 Lord (vs. Albin Myeser)
- 2015 Raven
- 2015 Atlantis
- 2015 Count To Ten (feat. Alexx Mack)
- 2015 Where You Are (feat. Lovestarrs)
- 2016 Ain't You
- 2016 New Tork City (feat. Luke McMaster)
- 2016 Gargamel
- 2016 Walking With Shadows (feat. BullySongs)
- 2016 Bapalapa
- 2016 Won't Back Away (feat. Nick & Simon)
- 2016 Candy
- 2017 Catch Me If You Can (feat. Melanie Fontana)
- 2017 Diva
- 2017 Anyone Would Know (feat. Davis Mallory)
- 2018 Find A Home
- 2018 Back To Me (feat. Trove)
- 2018 Deep Inside
- 2018 Bricks
- 2018 Pyramid
- 2018 Never Be Enough (feat.Melanie Fontana)
- 2018 Lost Melodies
- 2018 Voyager
- 2019 Foundation
- 2019 I Want Your Love
- 2019 Chants (vs. Benjin)
- 2020 Travessia (vs. David Vrong)
- 2020 The Law (vs. David Vrong)
- 2020 Chased
- 2020 Hold Me Close
- 2020 The Feeling
- 2020 More Of Your Love
- 2020 Liberty (vs. Benjin)
- 2020 Running (vs. Henrik B., LoftGang)
- 2020 I'm Here
- 2020 Stardust
- 2020 Like You Used To
- 2020 The Unknown
- 2020 Nebula
- 2020 Take Me
- 2020 Dancing With The Fire
- 2020 Fade Away
- 2020 Avalon
- 2020 Repeater
- 2020 Through The Fire
- 2020 Hide

### Remix
- 2012 Winner dei Pet Shop Boys
- 2015 Reality di Lost Frequencies
- 2018 You Got Me Wrong di Efraim Leo
- 2019 Get With Love di Kid Jack